# Ахмади (мухафаза)
Ахмади́ (араб. الاحمدي‎) — губернаторство (мухафаза) в Кувейте.
- Административный центр — Эль-Ахмади[1].
- Площадь — 5120 км², население — 682 582 человек (2010 год).

## География
На севере граничит с губернаторствами Мубарак-эль-Кабир и Фарвания, на северо-западе с губернаторством Эль-Джахра, на юге и западе с Саудовской Аравией. На востоке омывается водами Персидского залива.
Расположено в южной части страны и известено в Кувейте своей растительностью и британской архитектурой.  

## Районы (минтака)
- Абу-Халифа (Abu Hleifa)
- Эль-Ахмади
- Дахер
- Эль-Фухайхиль
- Финтас
- Хадийя
- Джабер-Аль-Али
- Махбула
- Манкаф (Mangaf)
- Рекка
- Эль-Вафра
- Эш-Шуайба
- Эз-Заур
- Аль-Укайла
- Сабах-эль-Ахмед[англ.]
- Бнайдер

## Экономика
Эль-Ахмади является важной частью кувейтской экономики, поскольку несколько заводов по очистке кувейтской нефти расположены именно здесь. Основные порты: Эш-Шуайба, Мина-эль-Ахмади (главный нефтяной порт).